# Johann Heinrich Wilhelm Tischbein
Johann Heinrich Wilhelm Tischbein, også kendt som Goethe-Tischbein, (født 1751 i Haina, død 26. juni 1829 i Eutin) var en tysk maler.
Onklerne Johann Heinrich Tischbein og Johann Jacob Tischbein i Hamborg var hans lærere. Han studerede og virkede rundt om i tyske byer, især i Kassel, var i 1772 også i Holland, gik som akademipensionær 1779-81 til Italien; var derefter i Zürich, stod Goethe nær, tog på hans foranledning igen 1783 til Rom og rejste 1787 med landskabsmaleren Jacob Philipp Hackert til Neapel, hvor han 1789 blev akademidirektør. 1800 bosatte han sig i Hamborg og nogle år efter i Eutin, hvor han blev hertugen af Oldenburgs hofmaler. som historiemaler ville han oprindelig, i romantisk ånd, oprulle scener fra Tysklands store fortid, som mønster for nutiden; han malede således Konradin af Schwaben spiller efter sin dødsdom skak med Frederik af Østrig, scene fra Götz, men senere gik han Anton Rafael Mengs’ veje og malede i klassisk ånd og klassiske emner; til Bremens Ansgar-Kirke kom Christus og børnene. Han var en flittig raderer og udgav således Têtes de différents animaux, dessinée d’après nature (2 bind, Neapel 1796), Sir W. Hamilton’s collection of engravings from antiques vases (4 bind, Neapel 1791-1809) og Homer, nach Antiken gezeichnet, et værk, der vakte megen opsigt og udgaves med oplysninger 1801-04 ved Christian Gottlob Heyne, 1821-23 ved Ludwig von Schorn. Han malede også mange portrætter: det berømte af Goethe på Roms ruiner, krigerportræt, selvportræt og flere. I sine senere år i Hamborg, kom Tischbein ind på et helt realistisk historiemaleri. Et hovedværk fra den tid er Benningsens indtog i Hamburg fra 1818; i Nasjonalgalleriet i Oslo ses et Tigerhoved af J.H.W. Tischbein; i Norge også portrætter af grev Frederik Anton Wedel Jarlsberg og gemalinde. I Oldenburg-Samlingen en mængde værker af J.H.W. Tischbein.